# 이주형 (1952년)
이주형(李周衡, 1952년 4월 9일~2024년 9월 3일)는 대한민국의 금융인, 공무원이다.

## 학력
- 경북고등학교 졸업
- 1976년 서울대학교 정치외교학과 졸업
- 1987년 미국 오리건 대학교 대학원 경제학 석사

## 경력
- 1977년 외환은행 입행
- 1979년 제23회 행정고시 합격
- 한국은행 조사부 조사역
- 금융감독원 조사연구국 산업분석담당 조사역
- 금융감독원 모니터링팀 팀장
- 재정경제부 생활물가과 과장
- 2003년 8월 재정경제부 국민생활국 물가정책과 과장
- 2003년 8월 ~ 2003년 11월 재정경제부 국민생활국 물가정책과 과장 부이사관
- 2003년 12월 재정경제부 참여정부 국정세미나 준비기획단 단장
- 2004년 1월 ~ 2005년 5월 예금보험공사 이사
- 2005년 5월 ~ 2009년 4월 예금보험공사 부사장
- 2009년 4월 ~ 2013년 4월 수협중앙회 신용사업부문 대표이사
- 2015년 10월 ~ 2016년 3월 나라신용정보 대표이사 회장

## 상훈
- 근정포장
- 2003년 2월 녹조근정훈장(물가안정기여)

## 가족 관계
- 배우자: 서숙연
  - 슬하: 이지용, 이은용